# Saeima
A Saeima (em letão: [ˈsai.ma]) é o parlamento da República da Letônia. De tipo unicameral, é composta por 100 deputados eleitos através do sistema de representação proporcional, com assentos atribuídos aos partidos políticos que obtêm pelo menos 5% dos votos válidos nas eleições parlamentares. Tais eleições, por sua vez, estão programadas para serem realizadas a cada 4 anos, ocorrendo normalmente no 1.º sábado de outubro.
O presidente da Letônia possui a prerrogativa constitucional de demitir o primeiro-ministro, dissolver a Saeima e convocar eleições parlamentares antecipadas. Entretanto, o procedimento de dissolução do parlamento envolve risco político substancial para o presidente, incluindo risco de perda do cargo via impeachment caso tal medida não seja legitimada pelo eleitorado letão em referendo. 
Em 28 de maio de 2011, diante do impasse político entre os partidos para a formação do novo governo, o presidente à época Valdis Zatlers decidiu dissolver a Saeima após obter o consentimento da população e convocou nova eleição parlamentar neste mesmo ano.

## Bancadas parlamentares
| Partido                           | Partido                             | Votos     | %     | Cadeiras | +/–  |
| --------------------------------- | ----------------------------------- | --------- | ----- | -------- | ---- |
|                                   | Partido Social-Democrata "Harmonia" | 167 117   | 19.92 | 23       | 1    |
|                                   | Por uma Letônia Humana              | 120 264   | 14.33 | 16       | Novo |
|                                   | Novo Partido Conservador            | 114 694   | 13.67 | 16       | Novo |
|                                   | Para o Desenvolvimento!             | 101 685   | 12.12 | 13       | Novo |
|                                   | Aliança Nacional                    | 92 963    | 11.08 | 13       | 4    |
|                                   | União de Verdes e Camponeses        | 83 675    | 9.97  | 11       | 10   |
|                                   | Unidade                             | 56 542    | 6.74  | 8        | 15   |
|                                   | Aliança Regional Letã               | 35 018    | 4.17  | 0        | 8    |
|                                   | Despertar                           | 7 114     | 0.85  | 0        | 7    |
| Total de votos válidos            | Total de votos válidos              | 839 000   | 99.30 | –        | –    |
| Votos inválidos (brancos e nulos) | Votos inválidos (brancos e nulos)   | 5 925     | 0.70  | –        | –    |
| Total de votos registrados        | Total de votos registrados          | 844 925   | 100   | –        | –    |
| Eleitorado apto a votar           | Eleitorado apto a votar             | 1 548 100 | 54.58 | –        | –    |